# دياني تود
دياني تود (بالإنجليزية: Diane Todd)‏ هي ممثلة جنوب أفريقية، ولدت في 4 يونيو 1937 في إدنبرة في المملكة المتحدة، وتوفيت في 18 أبريل 2010 في كنت في المملكة المتحدة بسبب سرطان.

## وصلات خارجية
- دياني تود على موقع IMDb (الإنجليزية)
- دياني تود على موقع ميوزك برينز (الإنجليزية)
- دياني تود على موقع قاعدة بيانات برودواي على الإنترنت (الإنجليزية)
- دياني تود على موقع قاعدة بيانات الفيلم (الإنجليزية)